# لغات بونغو باقرمي
```
تعد 
لغات بونغو باقرمي
 أو 
سارا بونغو باقرمي
 الفرع الرئيسي لعائلة اللغات في وسط السودان التي تضم حوالي أربعين لغة. تتضمن المجموعات الرئيسية لغات باقرمي مثل لغات نابا 
وسارا
. يُتحدث بها في جميع أنحاء 
جمهورية أفريقيا الوسطى
 
وتشاد
 
وجنوب السودان
 والبلدان المجاورة.
```

## اللغات
معظم اللغات بونغو-باقرمي سيئة الدراسة، وهناك القليل من الاتفاق حول تصنيفها الداخلي. الجدول أدناه مأخوذ من ليونيل بندر، على النحو الموجز في بلانش (Blench).
- بونغو-باكا
- كارا (= تار غولا ؟ )
- سينيار (شيميا) ؟
- باقرمي
- سارا
- دوبا (بيدجون، غور، مانجو)
- كابا
- وادي
- بري (من المحتمل أن يكون أقرب إلى كريش)
- فونجورو (فورمونا) ؟
- يولو (يولو - بينجا)

## تصنيف
بوايالديو (Boyeldieu)  يصنف لغات سارة-بونغوي على النحو التالي.
سارة-بونغو-باقرمي
- بونغو
- مودو، بيلي، باكا
  - الغربي
    - فير، جولا كوتو
    - كور الغربية
      - جولا زورا، بوبو، جولا مير، جولا سارا
      - ندوجا، لوتو؟
      - سارا
        - الأجهزة الطرفية: ندوكا، ود، باجيرو، نا، تيي، كولفا، سيمي، ديم
        - المركزية: سار، مباي، نجامباي، بيدجون، كابا ب.
        - آخرون: بولالا، بركو، كنغا، بارما

يعتبر بوايالديو أن الأوطان للمجموعات اللغوية هي على النحو التالي.
- بروتو-سارة-بونغو-باقرمي: جنوب غرب جنوب السودان، على الحدود مع أقصى شرق جمهورية إفريقيا الوسطى
- بروتو-سارة الغربية-بونغو-باقرمي: أقصى شمال وسط جمهورية إفريقيا الوسطى
- بروتو سارا: جنوب وسط تشاد، على طول الحدود مع شمال غرب جمهورية أفريقيا الوسطى

## روابط خارجية
- مشروع Sara-Bagirmi للغات، وصف أكثر تفصيلاً للغات Sara-Bagirmi ( الإصدار القديم )
- قائمة بروتو-سارا-بونجو-باغيرمي